# Soundclash
Ein Soundclash ist eine Veranstaltung in Form eines Wettbewerbs, bei der zwei oder mehrere Soundsystems ihr Können gegen- und miteinander testen. Dieses ist vor allem im Reggae- und Dancehall – aber auch im Dub- und Junglebereich – üblich.
Es gibt mehrere Arten, wie solch eine Party ablaufen kann.
Üblich ist meistens, dass drei Runden absolviert werden müssen. In den ersten beiden Runden dürfen die Soundsystems meistens abwechselnd zwei 10- bis 20-Minuten-Sets spielen. Je nach Soundclash scheiden die Soundsystems im K.-o.-System aus, also bei mehreren Anwärtern spielen je zwei „gegeneinander“ und eine Jury oder das Publikum entscheidet, wer in die nächste Runde kommt.
Die dritte Runde besteht meistens aus einer „Dub fi Dub“-Runde, in der nur abwechselnd je eine Dubplate gespielt werden darf, also ein Song, der extra exklusiv für das eine Soundsystem aufgenommen wurde und meistens auf populären Reggae- oder Dancehall-Riddims beruht.
Die Kriterien, nach denen die Soundsystems im Clash beurteilt werden, haben sich mit der Zeit stark geändert: In den 1970ern waren vor allem Vorabversionen, bzw. speziell für das Soundsystem abgemischte Dubversionen wichtig, während heute besonders Dubplates mit „namecalling“ (namentliches Erwähnen des Soundsystems in meistens speziell hierzu umgedichteten Songtexten) erwartet werden. Bis Ende der 80er stand außerdem bei der Beurteilung klar die Performance des Deejays im Vordergrund, während heute die Auswahl der Lieder eine größere Rolle spielt. Speziell honoriert werden hier Dubplates von diversen Reggae-Legenden, besonders wenn sie bereits verstorben sind. Außerdem spielt die Exklusivität eine große Rolle; eine Dubplate gilt als besonders wertvoll, wenn kein anderes Soundsystem ein ähnliches besitzt.
Je nach Soundclash gibt es unter Umständen weitere Regeln, wie zum Beispiel das Verbot, reguläre Songs spielen zu dürfen (also keine veröffentlichten Songs, sondern nur Dubplates o. Ä.). Eine meistens ungeschriebene Regel ist, dass kein Soundsystem einen Song spielen darf, der schon im Soundclash gespielt wurde.
Gewinner ist meistens das Soundsystem, was eine originelle, rare Auswahl an Songs auflegt und den „gegnerischen“ Sound durch Kommentare des Deejays am besten spielerisch beleidigt. Mitschnitte berühmter Soundclashes auf Kassetten oder CDs sind in der Reggaeszene sehr beliebt.
Die wohl bekanntesten Soundclashs sind der „World Clash“ (New York City),"1-2-3 Badda dan Clash" (Biel, Schweiz), "War ina east" (Berlin), der „UK Cup Clash“ (London) und „Death before Dishonor“ (Montego Bay, Jamaica).
Einer der berühmtesten historischen Soundclashes fand am 23. Februar 1985 zwischen King Jammy und dem Black Scorpio Soundsystem in der Waltham Park Road in Kingston statt. Hierbei legte King Jammy zum ersten Mal das von ihm produzierte Stück Under Mi Sleng Teng von Wayne Smith auf, dessen neuartige, auf einem Casio-Synthesizer erzeugte Bassline das Publikum so begeisterte, dass Jammy einen triumphalen Sieg davontrug. Dieser Soundclash gilt als die Geburtsstunde des „digitalen Reggae“ oder Ragga.
Soundclashes sind zu unterscheiden von den DJ-Battles der Hip-Hop-Kultur, bei denen die Turntablism-Fähigkeiten der DJs im Vordergrund stehen.